# فريدريك فون شميت
فريدريك فون شميت (بالألمانية: Friedrich von Schmidt)‏ هو نحات ومهندس معماري نمساوي وألماني، ولد في 22 أكتوبر 1825 في فورتمبيرغ، وتوفي في 23 يناير 1891 في فيينا في النمسا.

## وصلات خارجية
- فريدريك فون شميت على موقع الموسوعة البريطانية (الإنجليزية)